# The Cure (album)
The Cure è l'omonimo album di studio, il dodicesimo, della band inglese The Cure, pubblicato nel 2004. Ha raggiunto il 2º posto della classifica italiana (massimo successo commerciale dei The Cure in Italia), risultando l'89º album più venduto in Italia nel 2004.

## Descrizione
Giunto dopo una lenta lavorazione, più volte posticipata, questo lavoro rappresenta il ritorno dei Cure sulla scena dopo l'album del 2000 Bloodflowers, uscito un po' in sordina per colpa di una sottopromozione forse dovuta alla mancanza di fiducia dell'etichetta Fiction nelle potenzialità della band.
Questo album è il primo, dall'esordio Three Imaginary Boys, a non essere stato prodotto quasi interamente da Robert Smith. Infatti Smith ha lasciato la produzione a Ross Robinson, famoso per aver lavorato con band nu-metal come Korn, Slipknot, Limp Bizkit, Deftones e At the Drive-In. Nonostante ci fosse un timore abbastanza nascosto che questo potesse voler dire una svolta verso il metal del gruppo, questo album contiene sì molte canzoni chitarristiche, ma che non tradiscono mai lo spirito vero dell'opera precedente dei Cure, soprattutto nei testi, che continuano a parlare di amore perduto, impossibilità di comprensione dell'altro e perdita di identità in una relazione, come canta esplicitamente nella opening track Lost, uno dei pezzi migliori dell'album insieme con la mastodontica The Promise, caratterizzate entrambe da un ritmo pesante, sottolineato dalle cupe chitarre e da esplosioni di rabbia finali in un crescendo mirabile.
L'influenza di Ross Robinson forse è più evidente nei pezzi centrali dell'album, come Us or Them, dove c'è uno dei pochi testi che Robert Smith abbia mai scritto con abbastanza espliciti riferimenti alla realtà: la canzone prende spunto infatti dal clima di terrore in cui è calato il mondo nel post 11 settembre e esprime il rifiuto di Smith di credere a un mondo diviso in bene e male.
Generalmente è stato un album ben accolto dalla critica e caratterizzato da un discreto successo commerciale (è entrato al numero 8 in Gran Bretagna, al 7 negli Stati Uniti d'America e addirittura al 2 in Italia), ma l'accoglienza presso i fan è stata poco omogenea: chi lo ritiene un buon album, al livello dei loro capolavori dei decenni 80-90, è contrapposto a chi vede in questo album una mancanza di creatività e di passione.
Questo album non ha avuto un vero e proprio tour di accompagnamento (a parte Curiosa, una serie di concerti americani congiuntamente a band come Interpol, Mogwai, Muse), forse a causa dei conflitti dormienti che stavano scuotendo la band, sia tra alcuni componenti e Ross Robinson, sia tra i componenti stessi. Infatti l'anno successivo Roger O'Donnell e Perry Bamonte verranno cacciati dalla band e il primo sul suo sito ufficiale dichiarerà in seguito che da vario tempo si sentiva infelice dentro la band.
Smith ha affermato in varie interviste durante la promozione dell'album che l'ex-membro Porl Thompson ha contribuito alla registrazione dell'album suonando in cinque canzoni, nessuna delle quali però ha fatto parte dell'album: Why Can't I Be Me?, Your God Is Fear (le due b-side di Taking Off e alt.end) e altre tre rimaste inedite.

### Copertina
La copertina del disco, insieme a tutti i disegni del libretto, è stata disegnata dai 25 nipoti di Robert. Egli aveva chiesto loro di disegnare la loro visione di un bel sogno e di un incubo, in quanto un titolo che era stato pensato per l'album era Good Dream, Bad Dream. Alla fine ha prevalso l'opzione omonima poiché a Robert sembrava che questo album fosse la summa di tutti i loro stili precedenti.

## Tracce
CD
Tutte le canzoni di Smith (testi) - Smith, Gallup, Bamonte, Cooper, O'Donnell (musiche).
1. Lost – 4:08
2. Labyrinth – 5:14
3. Before Three – 4:41
4. The End of the World – 3:43
5. Anniversary – 4:23
6. Us or Them – 4:10
7. alt.end – 4:30
8. (I Don't Know What's Going) On – 2:58
9. Taking Off – 3:20
10. Never – 4:05
11. The Promise – 10:21
12. Going Nowhere – 3:28 – esclusa dalla versione statunitense

La versione inglese include Truth Goodness and Beauty alla numero 4. La versione giapponese include Truth Goodness and Beauty alla numero 4 e Fake alla 8.
LP
1. Lost – 4:08
2. Labyrinth – 5:14
3. Before Three – 4:41
4. Truth Goodness and Beauty – 4:25
5. The End of the World – 3:43
6. Anniversary – 4:23
7. Us or Them – 4:10
8. Fake – 4:41
9. alt.end – 4:30
10. This Morning – 7:14
11. (I Don't Know What's Going) On – 2:58
12. Taking Off – 3:20
13. Never – 4:05
14. The Promise – 10:21
15. Going Nowhere – 3:28

## Formazione
- Robert Smith: voce e chitarra
- Simon Gallup: basso
- Perry Bamonte: chitarra
- Jason Cooper: batteria e percussioni
- Roger O'Donnell: tastiere

## Singoli
- The End of the World (luglio 2004). B-sides: This Morning, Fake
- alt.end (ottobre 2004). Solo in Nord America. B-sides: Why Can't I Be Me?, Your God Is Fear
- Taking Off (ottobre 2004). Solo in Europa. B-sides: Why Can't I Be Me?, Your God Is Fear